# Final da Copa do Brasil de Futebol de 2006
A final da Copa do Brasil de Futebol de 2006 foi a 18ª final dessa competição brasileira de futebol organizada pela Confederação Brasileira de Futebol (CBF). Foi decidida por Flamengo e Vasco da Gama em duas partidas, ambas disputadas no Estádio do Maracanã, no Rio de Janeiro. No primeiro duelo, em 19 de julho, o Flamengo venceu por 2–0. No segundo confronto, em 26 de julho, houve nova vitória rubro-negra, desta vez por 1–0, resultando num placar agregado de 3–0 e na segunda conquista do Flamengo na competição.
Esta foi a primeira vez que dois times do mesmo estado decidiram a competição.

## Caminho até a final
| Flamengo         | Flamengo | Flamengo         | Fase             | Vasco         | Vasco    | Vasco            |
| Adversário       | Agregado | Jogos            | Fase             | Adversário    | Agregado | Jogos            |
| ---------------- | -------- | ---------------- | ---------------- | ------------- | -------- | ---------------- |
| ASA              | 3 – 2    | 1–1 (F); 2–1 (C) | Primeira fase    | Botafogo-PB   | 8 – 1    | 1–1 (F); 7–0 (C) |
| ABC              | 5 – 0    | 1–0 (F); 4–0 (C) | Segunda fase     | Iraty         | 7 – 3    | 2–2 (F); 5–1 (C) |
| Guarani          | 5 – 2    | 5–1 (C); 0–1 (F) | Oitavas-de-final | Criciúma      | 3 – 1    | 2–1 (F); 1–0 (C) |
| Atlético Mineiro | 4 – 1    | 4–1 (C); 0–0 (F) | Quartas-de-final | Volta Redonda | 2 – 1    | 0–0 (F); 2–1 (C) |
| Ipatinga         | 3 – 2    | 1–1 (F); 2–1 (C) | Semifinal        | Fluminense    | 2 – 1    | 1–0 (F); 1–1 (C) |

Legenda: (C) casa; (F) fora

## Jogo de ida
| 19 de julho   | Flamengo               | 2 – 0                | Vasco da Gama | Estádio do Maracanã, Rio de Janeiro         |
| 21:45 (UTC−3) | Obina 59' · Luizão 62' | Relatório Reportagem |               | Público: 43 955 Árbitro: RS Leonardo Gaciba |

| Flamengo | Vasco da Gama |

| G              | 1  | Diego            |                               |     |
| Z              | 3  | Renato Silva     |                               | 56' |
| Z              | 4  | Fernando         |                               |     |
| Z              | 8  | Ronaldo Angelim  | Penalizado com cartão amarelo |     |
| LD             | 2  | Leonardo Moura   |                               |     |
| V              | 5  | Jônatas          |                               |     |
| V              | 7  | Toró             |                               | 71' |
| M              | 11 | Renato Abreu     |                               |     |
| M              | 10 | Renato Augusto   |                               | 71' |
| LE             | 6  | Juan             |                               |     |
| A              | 9  | Luizão           |                               |     |
| Substituições: |    |                  |                               |     |
| G              | 12 | Getúlio Vargas   |                               |     |
| Z              | 13 | Rodrigo Arroz    |                               | 71' |
| LE             | 14 | André Santos     |                               |     |
| M              | 15 | Vinícius Pacheco |                               |     |
| V              | 16 | Júnior           | Penalizado com cartão amarelo | 71' |
| A              | 17 | Fabiano Oliveira |                               |     |
| A              | 18 | Obina            |                               | 56' |
| Treinador:     |    |                  |                               |     |
| Ney Franco     |    |                  |                               |     |

| G              | 1  | Cássio        |                               |     |
| LD             | 2  | Wagner Diniz  |                               |     |
| Z              | 4  | Jorge Luiz    |                               |     |
| Z              | 3  | Fábio Braz    |                               |     |
| LE             | 6  | Diego         |                               |     |
| V              | 5  | Ives          | Penalizado com cartão amarelo |     |
| V              | 19 | Andrade       | Penalizado com cartão amarelo |     |
| M              | 9  | Ramon         | Penalizado com cartão amarelo | 59' |
| M              | 8  | Morais        |                               |     |
| A              | 7  | Valdiram      |                               | 78' |
| A              | 10 | Edílson       |                               |     |
| Substituições: |    |               |                               |     |
| G              | 12 | Roberto       |                               |     |
| LD             | 13 | Claudemir     |                               |     |
| Z              | 14 | Éder          |                               |     |
| M              | 15 | Abedi         |                               | 59' |
| M              | 16 | Roberto Lopes |                               |     |
| M              | 17 | Ernane        |                               | 78' |
| A              | 18 | Ricardinho    |                               |     |
| Treinador:     |    |               |                               |     |
| Renato Gaúcho  |    |               |                               |     |

| Árbitros assistentes: SP Hilton Moutinho Rodrigues SP Ana Paula Oliveira |

## Jogo de volta
| 26 de julho   | Vasco da Gama | 0 – 1                    | Flamengo | Estádio do Maracanã, Rio de Janeiro                                  |
| 21:45 (UTC−3) |               | Relatório Detalhes Video | Juan 28' | Público: 45 459 Renda: R$ 1.291.695 Árbitro: RS Carlos Eugênio Simon |

| Vasco da Gama | Flamengo |

| G              | 1  | Cássio       |                               |                 |
| LD             | 2  | Wagner Diniz | Penalizado com cartão amarelo |                 |
| Z              | 4  | Jorge Luiz   |                               |                 |
| Z              | 3  | Fábio Braz   |                               |                 |
| LE             | 6  | Diego        |                               |                 |
| V              | 5  | Ygor         |                               |                 |
| V              | 19 | Andrade      |                               | 32'             |
| M              | 9  | Ramon        |                               | Substituído     |
| M              | 8  | Morais       | Penalizado com cartão amarelo | 57'             |
| A              | 7  | Valdir Papel | 2' 16'                        |                 |
| A              | 10 | Edílson      |                               |                 |
| Substituições: |    |              |                               |                 |
| G              | 12 | Roberto      |                               |                 |
| LD             | 13 | Claudemir    |                               |                 |
| Z              | 14 | Éder         |                               |                 |
| M              | 15 | Abedi        | Penalizado com cartão amarelo | 32'             |
| M              | 16 | Ernane       |                               | 57'             |
| A              | 17 | Fábio Júnior |                               |                 |
| A              | 18 | Valdiram     |                               | Entrou em campo |
| Treinador:     |    |              |                               |                 |
| Renato Gaúcho  |    |              |                               |                 |

| G              | 1  | Diego          |                               |                 |
| Z              | 3  | Renato Silva   |                               |                 |
| Z              | 4  | Fernando       | Penalizado com cartão amarelo |                 |
| Z              | 8  | Rodrigo Arroz  |                               |                 |
| LD             | 2  | Leonardo Moura |                               |                 |
| V              | 5  | Jônatas        |                               |                 |
| V              | 7  | Toró           | Penalizado com cartão amarelo | 19'             |
| M              | 11 | Renato Abreu   |                               |                 |
| M              | 10 | Renato Augusto | Penalizado com cartão amarelo | 77'             |
| LE             | 6  | Juan           |                               |                 |
| A              | 9  | Luizão         | Penalizado com cartão amarelo | Substituído     |
| Substituições: |    |                |                               |                 |
| G              | 12 | Getúlio Vargas |                               |                 |
| LD             | 13 | Marcelinho     |                               |                 |
| LE             | 14 | André Santos   |                               |                 |
| V              | 15 | Léo Oliveira   |                               | Entrou em campo |
| V              | 16 | Júnior         |                               |                 |
| M              | 17 | Peralta        |                               | 77'             |
| A              | 18 | Obina          |                               | 19'             |
| Treinador:     |    |                |                               |                 |
| Ney Franco     |    |                |                               |                 |

| Árbitros assistentes: RJ Aristeu Leonardo Tavares SP Ednilson Corona |

## Premiação
| Copa do Brasil de 2006       |
| Rio de Janeiro               |
| ---------------------------- |
| Flamengo Campeão (2º título) |